# Кувейтские водонапорные башни
Кувейтские водонапорные башни (араб. أبراج المياه في الكويت‎) — комплекс из 31 водонапорной башни, разбитых на пять групп. Расположены в столице Кувейта — городе Эль-Кувейт.

## Описание, история
Все башни имеют форму гриба, высоту 30—40 метров и максимальный диаметр (верхушка) 40 метров. Каждая башня может вместить в себя до 3000 м³ воды. У башен совпадают форма, диаметр, почти совпадают высота и объём, но в то же время каждая группа различается по количеству башен и по их окраске, и служит достопримечательностью для своего района. Стоимость строительства составила 2,8 млн динаров (ок. 9,8 млн долл. США).
Идея о создании подобного комплекса появилась в 1965 году. Правительство Кувейта заказало постройку этих водонапорных башен у шведской компании VBB (ныне — Sweco), архитектором выступил Суне Линдстрём, комплекс получил название «башни-грибы» из-за своего внешнего вида. Строительство велось с февраля 1970 по декабрь 1976 года. В 1980 году эти водонапорные башни, совместно с Кувейтскими башнями (комплекс из трёх башен, две из которых водонапорные, был построен также в Эль-Кувейте в 1979 году), получили Премию Ага Хана за архитектуру.